# Mistrovství Evropy ve fotbale hráčů do 17 let 2011
Mistrovství Evropy ve fotbale hráčů do 17 let 2011 se konalo od 3. do 15. května v Srbsku. Jednalo se o 10. ročník turnaje v této věkové kategorii, kterého se účastnilo osm týmů. Obhájcem titulu byla reprezentace Anglie. Turnaje se mohli účastnit hráči narození nejdříve 1. ledna 1994.
Nejlepších 6 týmů z tohoto turnaje (3 nejlepší z každé základní skupiny) postoupilo na Mistrovství světa ve fotbale hráčů do 17 let 2011.

## Účastníci
Byla sehrána kvalifikace, které se zúčastnilo 52 reprezentací (Srbsko mělo účast na závěrečném turnaji jistou jako pořadatel). V první fázi bylo 52 týmů rozlosováno do 13 skupin po 4 týmech. Ve skupinách se utkal každý s každým jednokolově na stadionech jednoho z účastníků skupiny jako víkendový turnaj. Vítězové skupin, týmy na druhých místech a dva nejlepší týmy ze žebříčku celků umístěných na třetích místech postoupili do druhé fáze. V té bylo 28 týmů rozlosováno do 7 skupin po čtyřech. Opět se utkal každý s každým jednokolově na stadionech jednoho z účastníků skupiny jako víkendový turnaj. Všech 7 vítězů skupin postoupilo na závěrečný turnaj.
- Česko
- Dánsko
- Anglie
- Francie
- Německo
- Nizozemsko
- Rumunsko
- Srbsko (hostitel)

## Základní skupiny
Vysvětlivky:
| Postup do semifinále a zároveň kvalifikace týmu na Mistrovství světa hráčů do 17 let 2011 |
| Kvalifikace týmu na Mistrovství světa hráčů do 17 let 2011                                |
| Nepostup                                                                                  |

### Skupina A
| Tým     | Z | V | R | P | VG | IG | +/- | B |
| ------- | - | - | - | - | -- | -- | --- | - |
| Dánsko  | 3 | 3 | 0 | 0 | 6  | 2  | +4  | 9 |
| Anglie  | 3 | 1 | 1 | 1 | 5  | 4  | +1  | 4 |
| Francie | 3 | 0 | 2 | 1 | 3  | 4  | −1  | 2 |
| Srbsko  | 3 | 0 | 1 | 2 | 3  | 7  | −4  | 1 |

| 3. května 2011 15:00   |        |                                             |                                                                |
| Srbsko                 | 2 – 3  | Dánsko                                      | Stadion Karađorđe, Novi Sad rozhodčí: Steven McLean (Scotland) |
| Ješić 31' Ožegović 54' | Report | Johannesen 33' Nastić 39' (vl.) Fischer 76' | Stadion Karađorđe, Novi Sad rozhodčí: Steven McLean (Scotland) |

| 3. května 2011 15:00 |        |                    |                                                          |
| Francie              | 2 – 2  | Anglie             | Stadion FK Inđija, Inđija rozhodčí: Liran Liany (Israel) |
| Haller 15', 65'      | Report | Hope 8' Powell 28' | Stadion FK Inđija, Inđija rozhodčí: Liran Liany (Israel) |

| 6. května 2011 15:00 |        |             |                                                                      |
| Srbsko               | 1 – 1  | Francie     | Stadion FK Smederevo, Smederevo rozhodčí: Stavros Tritsonis (Greece) |
| Mandić 40'           | Report | Meité 40+1' | Stadion FK Smederevo, Smederevo rozhodčí: Stavros Tritsonis (Greece) |

| 6. května 2011 15:00   |        |        |                                                                      |
| Dánsko                 | 2 – 0  | Anglie | Stadion Karađorđe, Novi Sad rozhodčí: Sébastien Delferiere (Belgium) |
| Fischer 13' Zohore 21' | Report |        | Stadion Karađorđe, Novi Sad rozhodčí: Sébastien Delferiere (Belgium) |

| 9. května 2011 17:15  |        |        |                                                             |
| Anglie                | 3 – 0  | Srbsko | Stadion FK Inđija, Inđija rozhodčí: Kristo Tohver (Estonia) |
| Smith 7' Hope 9', 18' | Report |        | Stadion FK Inđija, Inđija rozhodčí: Kristo Tohver (Estonia) |

| 9. května 2011 17:15 |        |         |                                                                    |
| Dánsko               | 1 – 0  | Francie | Stadion Karađorđe, Novi Sad rozhodčí: Artur Soares Dias (Portugal) |
| Nørgaard 65'         | Report |         | Stadion Karađorđe, Novi Sad rozhodčí: Artur Soares Dias (Portugal) |

### Skupina B
| Tým        | Z | V | R | P | VG | IG | +/- | B |
| ---------- | - | - | - | - | -- | -- | --- | - |
| Nizozemsko | 3 | 2 | 1 | 0 | 3  | 0  | +3  | 7 |
| Německo    | 3 | 1 | 1 | 1 | 2  | 3  | −1  | 4 |
| Česko      | 3 | 0 | 3 | 0 | 2  | 2  | 0   | 3 |
| Rumunsko   | 3 | 0 | 1 | 2 | 1  | 3  | −2  | 1 |

| 3. května 2011 17:00 |        |                        |                                                                        |
| Německo              | 0 – 2  | Nizozemsko             | Stadion FK Smederevo, Smederevo rozhodčí: Artur Soares Dias (Portugal) |
|                      | Report | Rekik 50' Ebecilio 76' | Stadion FK Smederevo, Smederevo rozhodčí: Artur Soares Dias (Portugal) |

| 3. května 2011 17:00 |        |                |                                                               |
| Česko                | 1 – 1  | Rumunsko       | Stadion FK Obilić, Bělehrad rozhodčí: Kristo Tohver (Estonia) |
| Salašovič 77'        | Report | Himcinschi 52' | Stadion FK Obilić, Bělehrad rozhodčí: Kristo Tohver (Estonia) |

| 6. května 2011 17:00 |        |           |                                                                    |
| Německo              | 1 – 1  | Česko     | Stadion FK Smederevo, Smederevo rozhodčí: Steven McLean (Scotland) |
| Yesil 80'            | Report | Juliš 12' | Stadion FK Smederevo, Smederevo rozhodčí: Steven McLean (Scotland) |

| 6. května 2011 17:00 |        |          |                                                            |
| Nizozemsko           | 1 – 0  | Rumunsko | Stadion FK Obilić, Bělehrad rozhodčí: Liran Liany (Israel) |
| de Vilhena 8'        | Report |          | Stadion FK Obilić, Bělehrad rozhodčí: Liran Liany (Israel) |

| 9. května 2011 13:00 |        |           |                                                                      |
| Rumunsko             | 0 – 1  | Německo   | Stadion FK Smederevo, Smederevo rozhodčí: Stavros Tritsonis (Greece) |
|                      | Report | Yesil 42' | Stadion FK Smederevo, Smederevo rozhodčí: Stavros Tritsonis (Greece) |

| 9. května 2011 13:00 |        |       |                                                                      |
| Nizozemsko           | 0 – 0  | Česko | Stadion FK Obilić, Bělehrad rozhodčí: Sébastien Delferiere (Belgium) |
|                      | Report |       | Stadion FK Obilić, Bělehrad rozhodčí: Sébastien Delferiere (Belgium) |

## Play off

### Semifinále
| 12. května 2011 11:30 |        |        |                                                                    |
| Nizozemsko            | 1 – 0  | Anglie | Stadion Karađorđe, Novi Sad rozhodčí: Artur Soares Dias (Portugal) |
| Ebecilio 26'          | Report |        | Stadion Karađorđe, Novi Sad rozhodčí: Artur Soares Dias (Portugal) |

| 12. května 2011 16:30 |        |                         |                                                                |
| Dánsko                | 0 – 2  | Německo                 | Stadion Karađorđe, Novi Sad rozhodčí: Steven McLean (Scotland) |
|                       | Report | Ayhan 58' Quaschner 70' | Stadion Karađorđe, Novi Sad rozhodčí: Steven McLean (Scotland) |

### Finále
| 15. května 2011 11:00 |        |                                                                 |                                                               |
| Německo               | 2 – 5  | Nizozemsko                                                      | Stadion Karađorđe, Novi Sad rozhodčí: Kristo Tohver (Estonia) |
| Yesil 8' Aydin 32'    | Report | Trindade de Vilhena 23', 34' Depay 43' Kongolo 52' Ebecilio 72' | Stadion Karađorđe, Novi Sad rozhodčí: Kristo Tohver (Estonia) |